# Copelatus duponti
Copelatus duponti  es una especie de escarabajo buceador del género Copelatus, de la subfamilia Copelatinae, en la familia Dytiscidae. Fue descrito por Aubé en 1838.